# Travel Air 6000
El Travel Air 6000 (más tarde conocido como Curtiss-Wright 6B cuando Travel Air fue comprada por Curtiss-Wright) fue un avión utilitario de seis asientos fabricado en los Estados Unidos a finales de los años 20 del siglo XX.

## Diseño y desarrollo
Fue desarrollado como una versión de lujo del Travel Air 5000, comercializado principalmente como avión ejecutivo, aunque su tamaño lo hizo popular entre las aerolíneas regionales, que compraron la mayor parte de las aproximadamente 150 máquinas construidas.
El 6000 era un monoplano de ala alta arriostrada, con un fuselaje construido con tubos de acero y recubierto de tela. En consonancia con el mercado de lujo al que estaba destinado, la cabina totalmente cerrada estaba aislada e insonorizada, e incluía ventanillas móviles. El modelo básico costaba 12 000 dólares, pero se ofrecían numerosas opciones que casi doblaban ese precio; el avión del actor Wallace Beery le costó 20 000 dólares y fue el Model 6000 más caro producido.

## Historia operacional

### Operaciones comerciales
Los 6000 fueron operados en 1928 por National Air Transport en sus rutas estadounidenses de correos y pasajeros desde Chicago a Nueva York, Chicago a Dallas, y Chicago a Kansas City.

### Avión de negocios
La célula 6B-2012 fue entregada a Harry Ogg de Newton, Iowa, el 20 de agosto de 1929, que lo usó como oficina móvil y demostrador tecnológico de su Automatic Washing Machine Company, que finalmente se transformó en la Maytag Corporation. El avión era significativo ya que incluía espacio para un secretario y un taquígrafo, así como enganches para hasta cuatro lavadoras para demostraciones. El avión fue apodado "Smiling Thru" y llevaba la matrícula NC677K.

### Servicio en el extranjero
Dos Travel Air 6000 fueron comprados por el Gobierno paraguayo durante la Guerra del Chaco (1932-1935) para el Escuadrón de Transporte de su Servicio Aéreo. Estos aviones pertenecían a TAT, con las matrículas NC624K (c/n 6B-2011) y NC9815 (c/n 6B-1029); recibieron los números militares T-2 y T-5 (más tarde renumerado como T-9). Los aviones fueron usados intensamente durante el conflicto como ambulancias aéreas. Ambos sobrevivieron a la guerra y continuaron volando en el Servicio Aéreo. En 1945 fueron transferidos a la primera aerolínea paraguaya, Líneas Aéreas de Transporte Nacional (LATN), y recibieron las matrículas civiles ZP-SEC y ZP-SED. Fueron retirados en 1947.

## Variantes
Model 6000
Versión de seis asientos, propulsada por un motor Wright J-5 de 164 kW (220 hp).
Model 6000A (o A-6000, o A-6000-A)
Versión propulsada por un motor Pratt & Whitney Wasp de 336 kW (450 hp).
Model SA-6000A
Versión con flotadores del Model 6000A.
Model 6000B (o B-6000, más tarde 6B)
Versión propulsada por un motor radial Wright J-6-9 de 224 kW (300 hp).
Model S-6000-B
Versión con flotadores del Model 6000B.
Model 6B
Producción por Curtiss-Wright de 1931 en adelante. Cuatro construidos en Wichita, cuatro en San Diego.

## Operadores
Estados Unidos
- Delta Air Lines[4]

 Panamá
- Fuerza Aérea

 Paraguay
- Fuerza Aérea
- LAIN

 Perú
- Fuerza Aérea del Perú

## Supervivientes
- 839: 6-B en estado de vuelo con Henry M. Galpin de Kalispell, Montana.[5][6]
- 865: S-6000-B en estado de vuelo con Pole Pass Airways en Seattle, Washington.[7][8][9]
- 884: 6-B en estado de vuelo con Pleasant Aviation en Mount Pleasant (Texas).[10]
- 967: S-6000-B en exhibición estática en el Alaska Aviation Museum en Anchorage, Alaska.[11][12]
- 986: S-6000-B en estado de vuelo con Hellgate Equipment en Drummond (Montana).[13]
- 1036: S-6000-B registrado por Philip L. Taylor de Seattle, Washington.[14]
- 1099: SA-6000-A en estado de vuelo con Robert W. Everts de Fairbanks, Alaska.[15]
- A6A-2003: A-6000-A en estado de vuelo con Yellowstone Aviation en Jackson (Wyoming).[16][17][18]
- 6B-2005: S-6000-B registrado por Heritage Aircraft en Portland, Oregón.[19]
- 6B-2024: S-6000-B registrado por Richard Livingston de Hamilton (Montana).[20]
- 6B-2040: 6-B en estado de vuelo en el Delta Flight Museum en Atlanta, Georgia.[21][22]

## Apariciones notables en los medios
- Un Travel Air 6000 fue una "estrella" en la película "Only Angels Have Wings" (Sólo los ángeles tienen alas, 1939) de Howard Hawks, que era una representación ficticia del servicio postal de primera época en Sudamérica, que al principio reflejaba los aviones y problemas del servicio postal civil estadounidense. El accidente de la película lo protagoniza un Hamilton Metalplane.

- También aparecía un Travel Air 6000 en la película "Edge of Eternity" (Al borde de la eternidad, 1959). El matriculado N377M todavía está activo y registrado en Mount Pleasant, Texas.

- Un Travel Air 6000 (Curtiss-Wright 6B) aparecía y realizaba piruetas en el clásico "The Flying Deuces" (Los locos del aire, 1939) de El Gordo y el Flaco.

## Especificaciones (6000B)
Referencia datos: Beech Aircraft and their Predecessors

### Características generales
- Tripulación: Uno (piloto)
- Capacidad: Cinco pasajeros
- Longitud: 9,50 m
- Envergadura: 14,80 m
- Altura: 2,76 m
- Superficie alar: 26,2 m2
- Perfil alar: Clark Y (15%)[24]
- Peso vacío: 1225 kg
- Peso cargado: 1919 kg
- Planta motriz: 1× motor radial de nueve cilindros refrigerado por aire Wright J-6-9 Whirlwind.
  - Potencia: 220 kW (300 hp)

### Rendimiento
- Velocidad máxima operativa (Vno): 210 km/h a nivel del mar
- Velocidad crucero (Vc): 180 km/h
- Alcance: 890 km
- Techo de vuelo: 4900 m (16 000 pies)
- Régimen de ascenso: 4,1 m/s (800 pies/min)

## Aeronaves relacionadas

### Secuencias de designación
- Secuencia Serie 1000 (interna de Travel Air): ← 3000 - 4000 - 5000 - 6000 - 7000 - 8000 - 9000
- Secuencia Numérica (interna de Travel Air): 4 - 6 - 10 - 11 - 12 →
- Secuencia CW-_ (interna de Curtiss): ← CW-3 - CW-4 - CW-5 - CW-6 - CW-8 - CW-9 - CW-11 →